# Anly
Anly（アンリィ、1997年1月20日 - ）は、日本の女性シンガーソングライター。沖縄県国頭郡伊江村出身。

## 略歴

### メジャー以前
中学卒業までを故郷である、沖縄県の離島・伊江島で過ごし、パソコンもインターネットもない環境の中で、1960年代 - 1970年代の洋楽好きな父親のブルースやクラシック・ロックのCDを聴き、ギターをおもちゃ代わりに育つ。
6歳のときに父親に買ってもらってギターを弾き始める。基本的なコードを教わった後はほぼ独学で、小学校3年の頃にはコードが押さえられるようになり、その頃からノラ・ジョーンズなど自分の好きな曲を耳コピーして弾くようになった。曲作りを始めたのは中学校3年生のとき。小さい頃から歌手になりたいと思っていたが、中学2年生の頃に歌手になるには自分で歌うための歌を作らないといけないと思い、まず歌詞を自分で書き始めた。ギターが弾けたので3年生になると曲も作り始め、そこからシンガーソングライターという道も考え始めた。
島には高校が無いため、高校進学と同時に沖縄本島の那覇市へと転居する。高校ではマーチングバンド部に入部してトロンボーンを吹いていたが、部活の合間に曲は書きためていた。一方、米国人の祖父を持つクォーターで生まれつき髪が茶色がかっていることから、高校入学時に地毛申請に加え、幼少期の写真も提出した。しかし、校則に基づいて毎月行われる頭髪検査で、本当に地毛であるかどうかのチェックが幾度となく行われ、その時に抱いた嫌悪感や疑問を「MANUAL」という楽曲で表現している。高校2年の時に本格的にプロを目指すことを決意し、部活を辞める。まず生まれ故郷の伊江島でライブを行い、もっと色んな人に聞いてもらいたいという思いが強くなって那覇市内のライブハウスでも弾き語りによるライブ活動をスタートさせる。
2015年の春に高校を卒業すると、6月に沖縄ナムラホールで実施されたシンガーソングライター・miwaのアコースティック・ライブ・ツアー『アコギッシモ3』のフロントアクトに抜擢された。また東京・下北沢のライブハウスでのパフォーマンスが音楽関係者の目にとまり、まったく無名のアーティストながら「FUJI ROCK FESTIVAL '15」や「SUMMER SONIC 2015」などの大型夏フェスを紹介するJ-WAVEのレポーターとして採用される。
2015年8月、インディーズからシングル「Bye-Bye」をリリース。表題曲をはじめとするオリジナル曲に加え、ガブリエル・アプリンのカバー「Please Don't Say Your Love Me」などが反響を呼んだ。

### メジャー以降

#### 2015年
11月25日、Sony Recordsより1stシングル「太陽に笑え」をリリース、メジャー・デビューを果たす。同曲は関西テレビ・フジテレビ系ドラマ『サイレーン 刑事×彼女×完全悪女』の主題歌に採用。

#### 2016年
3月23日、両A面の2ndシングル「笑顔／いいの」をリリース。「笑顔」が読売テレビ・日本テレビ系ドラマ『ぼくのいのち』の主題歌に採用される。6月15日、関西テレビ・フジテレビ系ドラマ『僕のヤバイ妻』主題歌となった3rdシングル「EMERGENCY」をリリース。

#### 2017年
1月18日、4thシングル「カラノココロ」をリリース。同曲は『NARUTO-ナルト- 疾風伝』オープニングテーマに採用。
1月21日公開の映画『新宿スワンII』の劇中歌に「だから」が採用され、自身も同映画にアーティスト役で出演。
3月1日、「Anly+スキマスイッチ=」名義で初の自身初のコラボシングル「この闇を照らす光のむこうに」をリリース。同曲にて3月17日、ミュージックステーションに初出演を果たす。
4月26日、1stアルバム『anly one』をリリース。
8月9日、6thシングルとして、17歳の時に書き上げ暖めてきた『北斗七星』をリリース。
11月29日、7thシングル『Venus』をリリース。同曲は、テレビ朝日系列・木曜ミステリー「科捜研の女」エンディングテーマ曲。

#### 2018年
2月28日、8thシングル『Beautiful』をリリース。同曲は『七つの大罪』のエンディングテーマに採用。
7月25日、2ndアルバム『LOOP』をリリース。新たにJuan Arizaをプロデューサーに迎えてロスでもレコーディング。
12月5日、『Sunshine』を配信リリース。同曲は紀陽銀行・FM802 新プロジェクト『NAMBA SQUARE』イメージソングに採用。

#### 2019年
9月27日、アニメ『銀河英雄伝説 Die Neue These 星乱』が上映開始され、エンディングテーマ曲に「Tranquility」が採用。「Tranquility」では、澤野弘之による音楽プロジェクトであるSawanoHiroyuki[nZk]のSawanoHiroyuki[nZk]:Anly名義として活動。
10月2日、SawanoHiroyuki[nZk]:Anly名義でのコラボレーションシングル「Tranquility / Trollz」をリリース。
10月27日、アンリィプラグド＠HNDAirport公演において、11月よりデジタル・シングルを5か月連続で配信すると発表。
11月13日、5か月連続デジタル・シングル配信、第1弾として「Taking My Time」をリリース。
12月25日、5か月連続デジタル・シングル配信、第2弾として、同じ沖縄出身で同年代でもあるRude-αを迎えた「愛情不足 feat. Rude-α」をリリース。

#### 2020年
1月20日、5か月連続デジタル・シングル配信、第3弾として「DAREDA」をリリース。
2月19日、5か月連続デジタル・シングル配信、第4弾として「We’ll Never Die」をリリース。
3月18日、5か月連続デジタル・シングル配信のラストに「BRAND NEW DAY」をリリース。
4月8日、3rdアルバム『Sweet Cruisin’』をリリース。

## 人物
ブルースやカントリー・ミュージック、フォークソング、ルーツ・ロック、クラシック・ロック などがルーツミュージック。父がギターで弾き語ったりCDで毎日のように流したりするエリック・クラプトン、クリーデンス・クリアウォーター・リバイバル、ZZ トップなど、1960,1970,1980年代のロックやブルースを小さい頃から聴いていた。またラジオでダニエル・パウターやエド・シーランといった最近の音楽を取り入れ、カントリーのチャート番組を聴いていた。友人とは彼らが「Anlyにこの歌を歌ってほしい」と言ってきたJ-POPの曲やHYなど地元沖縄のミュージシャンの音楽を聴いていた。最初にコピーした曲は父が教えてくれた「朝日のあたる家」、「パフ」、ノラ・ジョーンズの曲。
2024年5月、結婚。

### 曲作り
中学から高校までの間は歌詞から書き始めるというスタイルで曲を書いていた。歩いている時などにふと頭に浮かんだ歌詞を書き留めておき、後でその言葉に合わせてアコースティック・ギターを弾いて歌いながら作る。東京に来てからはいろんな作り方を試していて、「Don’t give up！ feat. Gabrielle Aplin」は初めてエレクトリック・ギターのリフから作った曲。3rdシングル「EMERGENCY」は曲先行で後から歌詞を当てはめた。

## ディスコグラフィ
＊はインディーズ盤。

### シングル

#### コラボレーション・シングル
| 発売日        | タイトル                   | 規格 | 規格品番                                            | 最高順位 | 備考                         |
| ------------- | -------------------------- | ---- | --------------------------------------------------- | -------- | ---------------------------- |
| 2017年3月1日  | この闇を照らす光のむこうに | CD等 | SRCL-9326/7/8                                       | 23位     | 「Anly+スキマスイッチ=」名義 |
| 2019年10月2日 | Tranquility / Trollz       | CD等 | VVCL-1520/1(初回) VVCL-1522(通常) VVCL-1523/4(期間) | 24位     | SawanoHiroyuki[nZk]:Anly名義 |

#### 配信限定シングル
|                      | 配信日         | タイトル                                                 | 規格                   | 収録アルバムなど          | 備考                                            |
| -------------------- | -------------- | -------------------------------------------------------- | ---------------------- | ------------------------- | ----------------------------------------------- |
| 1st                  | 2018年12月5日  | Sunshine                                                 | デジタル・ダウンロード | Sweet Cruisin’            | 『Sweet Cruisin’』#3                            |
| 2nd                  | 2018年12月5日  | Moonlight (Studio Live ver.)                             | デジタル・ダウンロード |                           | 『LOOP』#3のリアレンジ                          |
| 3rd                  | 2018年12月5日  | DREAM ON (Studio Live ver.)                              | デジタル・ダウンロード |                           | 『LOOP』#1のリアレンジ                          |
| 4th                  | 2019年11月13日 | Taking My Time                                           | デジタル・ダウンロード | Sweet Cruisin’            | 『Sweet Cruisin’』#1                            |
| 5th                  | 2019年12月25日 | 愛情不足 feat. Rude-α                                    | デジタル・ダウンロード | Sweet Cruisin’            | 『Sweet Cruisin’』#4                            |
| 6th                  | 2020年1月20日  | DAREDA                                                   | デジタル・ダウンロード | Sweet Cruisin’            | 『Sweet Cruisin’』#5                            |
| 7th                  | 2020年2月19日  | We’ll Never Die                                          | デジタル・ダウンロード | Sweet Cruisin’            | 『Sweet Cruisin’』#2                            |
| 8th                  | 2020年3月18日  | BRAND NEW DAY                                            | デジタル・ダウンロード | Sweet Cruisin’            | 『Sweet Cruisin’』#9                            |
| 9th                  | 2020年6月17日  | We'll Never Die feat. OTO On Piano Stay Home Ver.        | デジタル・ダウンロード |                           | NEIGHBORS COMPLAINのOTOとリモートレコーディング |
| 10th                 | 2020年7月15日  | Distance -Orchestra Version-                             | デジタル・ダウンロード |                           | 21名の音楽家とテレワークレコーディング          |
| 11th                 | 2020年9月9日   | Rainbow                                                  | デジタル・ダウンロード |                           | 関西FM802ラジオ番組企画                         |
| 12th                 | 2020年12月30日 | 星瞬～Star Wink～                                        | デジタル・ダウンロード | 星瞬～Star Wink～ QUARTER | 『星瞬～Star Wink～』#1『QUARTER』#13           |
| 13th                 | 2021年8月4日   | キャンセル待ちの恋                                       | デジタル・ダウンロード |                           |                                                 |
| 14th                 | 2022年5月18日  | Homesick                                                 | デジタル・ダウンロード | QUARTER                   | 『QUARTER』#6                                   |
| 15th                 | 2022年6月29日  | KOMOREBI                                                 | デジタル・ダウンロード | QUARTER                   | 『QUARTER』#11                                  |
| 16th                 | 2022年7月27日  | Alive                                                    | デジタル・ダウンロード | QUARTER                   | 『QUARTER』#1                                   |
| 17th                 | 2022年8月31日  | KAKKOII                                                  | デジタル・ダウンロード | QUARTER                   | 『QUARTER』#7                                   |
| 18th                 | 2023年3月1日   | 笑顔 Piano Ver.                                          | デジタル・ダウンロード |                           |                                                 |
| 19th                 | 2023年5月3日   | TAKE OFF                                                 | デジタル・ダウンロード |                           |                                                 |
| 20th                 | 2023年6月14日  | Round & Round                                            | デジタル・ダウンロード |                           |                                                 |
| 21st                 | 2023年7月19日  | 58 to 246 (フィフティーエイトトゥートゥーフォーシックス) | デジタル・ダウンロード |                           |                                                 |
| 22nd                 | 2023年9月13日  | EYE                                                      | デジタル・ダウンロード |                           |                                                 |
| 23rd                 | 2025年4月16日  | ENERGY                                                   | デジタル・ダウンロード |                           |                                                 |
| 24th                 | 2025年5月16日  | ENERGY-Acoustic                                          | デジタル・ダウンロード |                           |                                                 |
| 25th                 | 2025年6月13日  | ニヌファブシ                                             | デジタル・ダウンロード |                           | [ 34 ]                                          |
| THE FIRST TAKE MUSIC |                |                                                          |                        |                           |                                                 |
| -                    | 2022年12月28日 | カラノココロ - From THE FIRST TAKE                       | デジタル・ダウンロード | 未収録                    |                                                 |

#### 配信楽曲
メジャー・デビュー以降の全シングル・アルバム曲は配信されている。またその殆どがハイレゾ配信もされている。（詳細は各音楽配信サイトを参照）

### アルバム

#### オリジナルアルバム
|     | 発売日         | タイトル       | 規格   | 規格品番                        | 最高順位 |
| --- | -------------- | -------------- | ------ | ------------------------------- | -------- |
| 1st | 2017年4月26日  | anly one       | CD+DVD | SRCL-9379/80（初回生産限定盤）  | 24位     |
| 1st | 2017年4月26日  | anly one       | CD     | SRCL-9381（通常盤）             | 24位     |
| 2nd | 2018年7月25日  | LOOP           | CD+DVD | SRCL-9877/8（初回生産限定盤）   | 52位     |
| 2nd | 2018年7月25日  | LOOP           | CD     | SRCL-9879（通常盤）             | 52位     |
| 3rd | 2020年4月8日   | Sweet Cruisin’ | CD+DVD | SRCL-11470/1（初回生産限定盤）  | 43位     |
| 3rd | 2020年4月8日   | Sweet Cruisin’ | CD     | SRCL-11472（通常盤）            | 43位     |
| 4th | 2022年10月12日 | QUARTER        | CD+DVD | SRCL-12263/4 （初回生産限定盤） | 36位     |
| 4th | 2022年10月12日 | QUARTER        | CD     | SRCL-12265（通常盤）            | 36位     |
| 5th | 2023年10月18日 | 26ml           | CD+DVD | SRCL-12655/6 （初回生産限定盤） | 56位     |
| 5th | 2023年10月18日 | 26ml           | CD     | SRCL-12657（通常盤）            | 56位     |

### 参加作品
|                                      | 発売日         | タイトル                                                             | 規格 | 規格品番                                                                             | 備考                                          |
| ------------------------------------ | -------------- | -------------------------------------------------------------------- | ---- | ------------------------------------------------------------------------------------ | --------------------------------------------- |
| コラボレーション・デジタル・シングル |                | Distance (feat. Anly)                                                |      |                                                                                      | MAISY KAYらとの共作、MAISY KAY feat. Anly名義 |
| サウンドトラック                     | 2017年1月18日  | 映画「新宿スワンII」オリジナル・サウンドトラック だから (movie ver.) | CD等 | SRCL-9294                                                                            |                                               |
| コンピレーション・アルバム           | 2017年7月5日   | ずっと好きでした。 presented by 胸キュンスカッと いいの              | CD等 | SRCL-9459                                                                            |                                               |
| コンピレーション・アルバム           | 2017年12月13日 | NARUTO FINAL BEST # カラノココロ                                     | CD等 | SVWC-70298                                                                           |                                               |
| コラボレーション・アルバム           | 2019年5月15日  | 川嶋あい『Ai ×』 #4 砂漠の花 feat. Anly                              | CD等 | TRAK-0162                                                                            |                                               |
| オリジナル・アルバム                 | 2021年3月3日   | SawanoHiroyuki[nZk]『iv』 M06「Tranquility」                         | CD等 | VVCL-1657/8（初回生産限定盤） VVCL-1659（通常盤）                                    | SawanoHiroyuki[nZk]:Anly名義                  |
| オリジナル・アルバム                 | 2021年3月24日  | 遊助『For 遊』 M12「Believe」                                        | CD等 | SRCL-11743/4（初回生産限定盤A） SRCL-11745/6（初回生産限定盤B） SRCL-11747（通常盤） | 遊turing Anly名義                             |
| 配信シングル                         | 2021年9月10日  | noovy『Before We Die (Japanese ver.) [feat. Anly]』                  | 配信 |                                                                                      |                                               |
| トリビュートアルバム                 | 2023年8月9日   | 『浪漫飛行 トリビュートアルバム』                                    | CD   | SRCL-12573                                                                           |                                               |
| 配信シングル                         | 2025年1月2日   | ゴスペラーズ『will be fine feat. Anly』                              | 配信 |                                                                                      |                                               |

## タイアップ
| 起用年 | 楽曲                                   | タイアップ                                                               |
| ------ | -------------------------------------- | ------------------------------------------------------------------------ |
| 2015年 | 太陽に笑え                             | 関西テレビ・フジテレビ系ドラマ『サイレーン 刑事×彼女×完全彼女』主題歌    |
| 2015年 | 夢をあきらめないで                     | 大塚製薬『カロリーメイト』TVCM                                           |
| 2016年 | 笑顔                                   | 読売テレビ・日本テレビ系ドラマ『ぼくのいのち』主題歌                     |
| 2016年 | EMERGENCY                              | 関西テレビ・フジテレビ系ドラマ『僕のヤバイ妻』オープニングテーマ         |
| 2016年 | カラノココロ                           | テレビアニメ『NARUTO -ナルト- 疾風伝』オープニングテーマ                 |
| 2017年 | だから                                 | 映画『新宿スワンII』劇中歌                                               |
| 2017年 | FIRE                                   | 『JTA日本トランスオーシャン航空』TVCM                                    |
| 2017年 | Venus                                  | テレビ朝日系ドラマ『科捜研の女』主題歌                                   |
| 2017年 | SPOOON!!!                              | 『RBCIラジオ・ROK ワイドFM開局』キャンペーンソング                       |
| 2018年 | Free Bird                              | 『JTA日本トランスオーシャン航空』TVCM                                    |
| 2018年 | Beautiful                              | テレビアニメ『七つの大罪 戒めの復活』エンディングテーマ                  |
| 2018年 | Sunshine                               | 紀陽銀行×FM802のコラボプロジェクト「NAMBA SQUARE」イメージソング         |
| 2019年 | Tranquility                            | アニメ『銀河英雄伝説 Die Neue These 星乱』エンディングテーマ             |
| 2020年 | Taking My Time                         | 『伊江村観光 PR 動画』イメージソング                                     |
| 2020年 | We’ll Never Die                        | 『2020年興南中学校・高等学校【テレビCM】』テーマソング                   |
| 2021年 | 星瞬 ～Star Wink～                     | アニメ映画『劇場版 夏目友人帳 石起こしと怪しき来訪者』主題歌             |
| 2021年 | Rainbow                                | 『オリオンビール』TVCM「サザンスター超スッキリの青」CMソング             |
| 2021年 | Summertime Secret                      | 『オリオンビール』TVCM「サザンスター刺激の黒」CMソング（未リリース曲）   |
| 2022年 | VOLTAGE                                | テレビアニメ『BORUTO-ボルト- NARUTO NEXT GENERATIONS』エンディングテーマ |
| 2023年 | TAKE OFF                               | 国際ファッション専門職大学「いざ、世界」篇CMソング                       |
| 2023年 | EYE                                    | テレビ朝日系 土曜ナイトドラマ『ハレーションラブ』主題歌                  |
| 2023年 | 好きにしなよ                           | テレビアニメ『Dr.STONE NEW WORLD』第2クールエンディングテーマ            |
| 2025年 | will be fine feat. Anly / ゴスペラーズ | テレビアニメ『天久鷹央の推理カルテ』エンディングテーマ                   |
| 2025年 | ニヌファブシ                           | 映画『木の上の軍隊』主題歌                                               |

## 出演

### 映画
- 新宿スワンII（2017年1月21日公開） - ミュージシャン 役[20]

## 関連人物
- 根岸孝旨（Dr.StrangeLove） - 1stシングル「太陽に笑え」のプロデュースに関わる[5][49]。